# Terreur dans le Nord-Pas-de-Calais

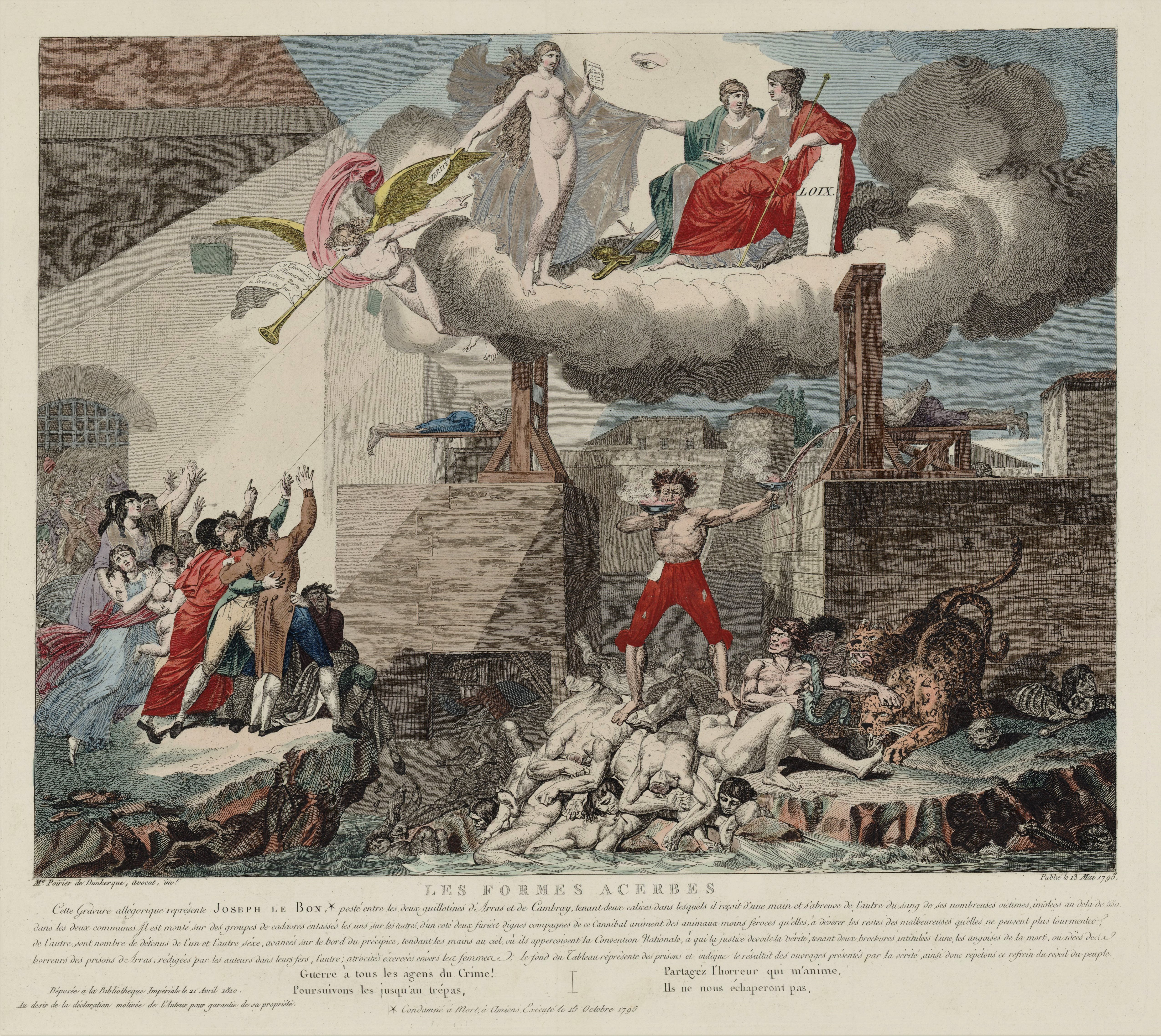
Les formes acerbes. Caricature de Joseph Le Bon buvant une coupe de sang, juché sur une pile de cadavres guillotinés.

La Terreur est une période de la Révolution française, courte en durée, environ un an, du printemps 1793 à juillet 1794 (9 thermidor, 26 juillet 1794 chute de Robespierre), mais caractérisée par le nombre de victimes de la jeune Première République régicide et radicalisée, menacée de toutes parts (insurrection vendéenne à l'intérieur, armées des émigrés et coalisés à l'extérieur,..) et voyant des ennemis partout.
Si elle est surtout connue pour les exécutions et massacres perpétrés à Paris et dans l'Ouest de la France, le Nord et le Pas de Calais connurent eux aussi les jugements expéditifs, exécutions, morts en prison et condamnations à la déportation.
Les sources font état de 393 condamnations à mort par le Tribunal Révolutionnaire d'Arras et 167 par son annexe de Cambrai (guillotinés ou fusillés notamment lorsqu'il s'agit de militaires). Le principal instigateur fut Joseph Le Bon, représentant de la Convention dans le département du Pas de Calais puis du Nord et du Pas de Calais.

## Des départements particuliers
Le Nord et le Pas de Calais étaient considérés comme des départements particulièrement sensibles pour différentes raisons :
- il s'agit de départements frontières : l'ennemi extérieur, armées des pays coalisés renforcées par les émigrés ayant fui la France, était tout proche, surtout après les revers subis par les armées françaises en début d'année 1793. La République envoyait des troupes dans ces départements pour lutter contre l'ennemi extérieur. Il apparaissait donc primordial de s'assurer que les arrières de l'armée républicaine, c'est-à-dire les deux départements, demeurent sûrs.
- ces deux départements pouvaient inquiéter : avec l'Ouest de la France, ils figuraient parmi ceux où la proportion de membres du clergé ayant refusé de prêter le serment à la Constitution civile du clergé fut parmi les plus élevées : 81 % de refus dans le Pas de Calais, 79 % dans le Nord[3]. Bien plus, il semble que ce clergé ait cherché, au moins dans le Nord, à entretenir une certaine agitation afin de soulever les fidèles contre les prêtres constitutionnels, donc contre la Révolution, tandis que beaucoup de religieux refusaient de rejoindre les maisons de retraite prévues pour eux[4]. Le Directoire du département du Nord dut, après avoir tenté la conciliation ,prendre des mesures de rigueur : éloignement des prêtres réfractaires de leur domicile, internement à Cambrai[5]. Ces réactions des clercs dans la région peuvent contribuer à expliquer l'attitude à leur égard.
- du fait de la proximité de l'ennemi et de la présence d'armées françaises dans ces départements, plusieurs représentants en mission de la Convention Nationale jouèrent un rôle : le représentant envoyé auprès de chaque département mais aussi les représentants envoyés auprès des armées. L'Assemblée nationale législative envoie par décret du 10 août 1792, les premiers représentants-commissaires auprès de l'Armée du Nord : Antoine Dubois de Bellegarde, Louis Dubois du Bais, Jean-François Delmas[6].

## Les premières mesures
Les premières mesures sont prises avant l'arrivée de Joseph Le Bon dans la région en tant qu'envoyé de la Convention : Elie Lacoste représentant de la Convention auprès de l'armée du Nord crée le 21 août 1793 un comité de salut public à Arras. À la suite de la loi des suspects du 17 septembre 1793, il implante des comités de sûreté générale dans tous les bourgs de plus de 1 000 habitants. Le 5 octobre 1793, avec son collègue Jean-Pascal Charles de Peyssard, il fonde à Arras un comité révolutionnaire de cinq membres, (Baillet, Augustin Darthé, Carlier, Lefebvre-Dugron et Duponchel), avec mission de veiller tout particulièrement à la loyauté des membres du clergé.
Dans le Nord, les représentants près de l'Armée du Nord s'activent eux aussi, Claude Hilaire Laurent épure notamment l'administration communale de Cambrai, Pierre Jacques Chasles et Jacques Isoré s'occupent de la ville de Lille.
L'action parfois outrancière de ces représentants en mission amènera le représentant auprès du département du Nord Florent Guiot, pourtant montagnard lui aussi, à se plaindre auprès du Comité de Salut Public des excès commis, notamment par Pierre Jacques Chasles. Florent Guiot eut d'ailleurs globalement une action modérée qui, d'une certaine manière, protégea le département du Nord des excès de la Terreur.
Un peu partout se constituèrent des sociétés patriotiques ou montagnardes, comités de sûretés, comités de surveillance  etc., tous désireux de montrer leur zèle révolutionnaire et d'éviter de passer pour des « modérantistes». Les sociétés populaires et administrations municipales ne voulurent pas être en reste, le résultat fut un grand nombre d'arrestations dans la plupart des villes : Lille, Douai, Valenciennes, Maubeuge, Avesnes, Cambrai, Hazebrouck, Dunkerque. Il en fut de même dans le Pas de Calais. Par la suite, la présence de Philippe-François-Joseph Le Bas et Louis Antoine de Saint Just dans la région attisèrent encore cette fièvre révolutionnaire.

## L'attitude des tribunaux criminels
Les personnes arrêtées devaient être jugées par les tribunaux chargés d'examiner les crimes et délits : les tribunaux criminels.
Dans les deux départements, avant que Joseph Le Bon n'intervienne et n'obtienne leur transformation en tribunal révolutionnaire avec droits de la défense souvent bafoués pour les accusés, les tribunaux criminels se montreront plutôt modérés.
Dans le Nord, le tribunal criminel qui siégeait à Douai mais se déplaçait également en cas de besoin, énonça peu de condamnations à mort au motif principalement de propos et attitude contre révolutionnaires, et surtout pour faits d'émigration ou de correspondances avec des émigrés. Il prononça également des déportations à vie ou pour une durée limitée en Guyane. Nombre d'accusés étaient des soldats non originaires de la région. A Douai, le bilan de la Terreur fut autour de 300 personnes suspectées, 150 arrêtées et 20 exécutées.
En cette période troublée, peu de choses suffisaient pour être accusé comme le fait de porter une cocarde violette avec des fleurs de lys (symbole de la royauté) blanches (le tribunal acquitta). Le tribunal criminel du Nord eut même à juger une déclaration de Lazare Hoche, qui n'était pas encore un des plus brillants généraux de la Révolution française mais qui avait déjà montré sa valeur et son patriotisme. Hoche avait eu le malheur de pester contre la tutelle, parfois contre-productive d'un point de vue militaire, de représentants du peuple auprès des armées. Le tribunal mit à profit des différences dans les rapports relatifs à l'affaire et tint compte de la valeur et des preuves données par le soldat (acquittement).
Le tribunal criminel du Nord fit preuve d'une certaine mansuétude dans des cas paraissant pourtant comme nettement contre-révolutionnaires : à Eecke, on attacha la cocarde nationale à un âne qu'on promena ainsi affublé à travers le village, quatre personnes convaincues d'être les auteurs des faits furent acquittées, le tribunal jugea qu'ils ne l'avaient pas fait « méchamment » avec volonté contre-révolutionnaire affirmée ; à Faumont un arbre de la liberté fut abattu par une personne obéissant à l'ordre d'un laboureur, la volonté contre-révolutionnaire avait été affirmée par le conseil général du Nord formé en comité de sûreté, la punition était inévitable : le laboureur fut condamné à la déportation à vie, l'exécutant à dix ans de déportation (un tel acte avait valu dans une autre région la peine de mort pour les responsables et le village livré aux flammes).
Dans le Pas de Calais, le tribunal criminel d'Arras n'avait prononcé avant l'arrivée de Joseph Le Bon que quatre condamnations à mort sur quinze jugements. La guillotine arrivée à Arras en septembre 1792 avait peu servi jusque là. Dans ce département également, les motifs d'être inquiété portaient parfois sur des détails : le représentant de la Convention auprès des Armées du Nord Pierre Joseph Duhem fit l'objet en juin 1793 d'une dénonciation : on l'accusait de porter sur la housse de son cheval les armes de Joseph II d'Autriche.

## L'action de Joseph Le Bon

### Dans le Pas de Calais

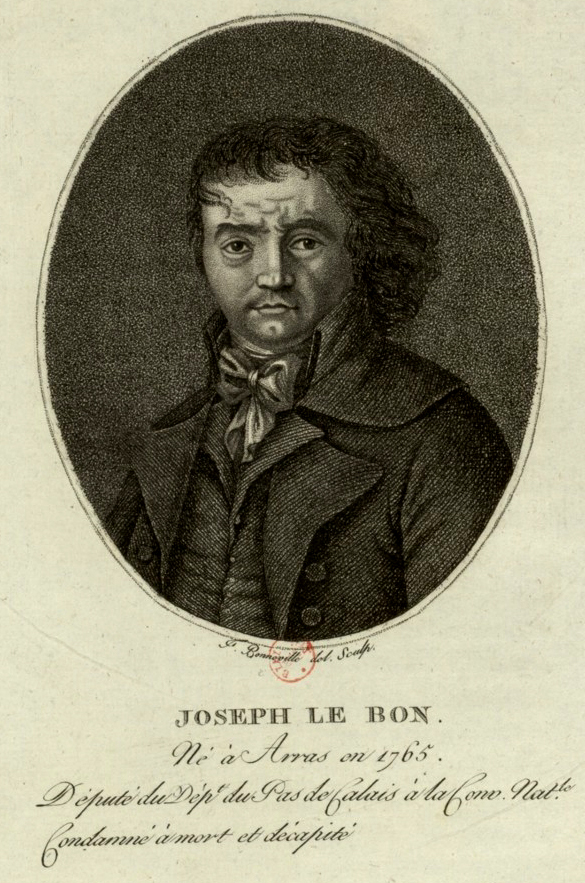
Joseph Le Bon, estampe de François Bonneville, Paris, BnF, département des estampes et de la photographie, 1796.

Joseph Le Bon, membre de la Convention depuis le 2 juillet 1793, est nommé à la mi août, représentant en mission dans la Somme et sur le littoral du Pas de calais. Il s'illustre à cette occasion dans l'affaire de la « Petite Vendée du Nord » (voir ci dessous).
La Convention le désigne représentant en mission dans le Pas de Calais le 8 brumaire an II (29 octobre 1793).
Dès son arrivée, les arrestations se multiplient, les personnes emprisonnées s'entassent, on multiplie les lieux de détention (pas moins de sept lieux de détention sur Arras). Joseph Le Bon fait une tournée dans le département, réorganise tout, radicalise partout les hommes, les institutions et multiplie l'envoi de « suspects » à Arras. Les conditions de détention sont déplorables et ne feront que s'aggraver au fil des semaines (ce constat doit cependant être nuancé : toute la population souffrait en ces mois charnière : cf. par exemple la section « Les crises de subsistance dans le district » de l'article District de Bergues).
Le 24 nivôse an II (13 janvier 1794), Le Bon est confirmé en tant que représentant du peuple chargé d'établir le gouvernement révolutionnaire dans le Nord et dans le Pas de Calais avec des pouvoirs illimités. Auguste Paris retranscrit le message reçu par Le Bon en provenance du Comité de Salut Public : les consignes étaient claires, Le Bon va les exécuter fidèlement.
Après avoir purgé les différentes administrations du département et les tribunaux, il nomme des personnes dévouées aux postes clés. A Arras, il fait déplacer la guillotine place de la Révolution (place du théâtre) pour pouvoir plus facilement assister aux exécutions.
Les principales cibles de Le Bon sont les nobles, le clergé, accusé de tourmenter la conscience du peuple, les « riches », mais aussi les fonctionnaires soupçonnés de « modérantisme ». Les détentions arbitraires deviennent monnaie courante. Détenir chez soi d'anciens journaux ou imprimés datant d'avant ou des débuts de la Révolution, évoquant la royauté, suffisait pour être considéré comme suspect. Si Le Bon estime qu'un  jugement du Tribunal est trop doux, il n'hésite pas à bafouer l'autorité de la chose jugée pour provoquer un second examen, lequel se conclut en général par la condamnation du prévenu, le Tribunal ayant compris ce qu'il devait faire.
Le 2 pluviôse an II (21 janvier 1794), le Comité de Salut public transforme le tribunal criminel d'Arras en tribunal révolutionnaire. Il sera même maintenu en activité à la mi avril 1794 (30 germinal) alors qu'un décret pris trois jours auparavant supprimait les tribunaux révolutionnaires de province : tous les suspects d'activité de conspiration devaient être jugés par le tribunal révolutionnaire de Paris; (Arras conserva son tribunal car la rigueur révolutionnaire continuait d'y être appliquée ce qui n'était plus le cas dans plusieurs villes de province semble-t-il).
Le Bon appliquera avec zèle les décrets de ventôse an II stipulant la réquisition des biens des suspects emprisonnés et leur utilisation au profit des pauvres (cette aide aux plus démunis fait partie des faits à porter à l'actif de cette période même si, selon certains, elle profita surtout aux personnes proches des révolutionnaires les plus radicaux, à celles venant témoigner contre un « nanti » et autres cas similaires).
Avec des hommes nommés par lui, à la fois dévoués à sa personne et partageant ses idées, les jugements prononcés aboutiront à 393 exécutions en l'espace d'un an, les condamnations à mort se poursuivant y compris lorsque Le Bon sévissait à Cambrai (ainsi le 27 floréal, 16 mai 1794, l'épouse d'un ancien écuyer et capitaine d'infanterie avant la Révolution et leurs deux filles habitant Arras, jugées coupables au motif d'avoir joué du piano le jour de la chute de Valenciennes le 28 juillet 1793 et donc de s'être « réjouies des succès de l'armée des tyrans coalisés contre notre liberté »... même si à Arras ce jour-là on ignorait la chute de Valenciennes).

### Dans le Nord
Le 16 floréal an II (5 mai 1794), Joseph Le Bon arrive à Cambrai missionné par Philippe-François-Joseph Le Bas et Louis Antoine de Saint Just. Il emmène avec lui quelques fidèles, une vingtaine de personnes, dont  Augustin Darthé, Stanislas-Xavier Joseph Daillet, François-Joseph Caubrière (voir ci dessous).
A cette date, la situation est très tendue à Cambrai : l'ennemi progresse, Joseph Le Bon est chargé de purger la ville des déserteurs et des traîtres. Il renouvelle les autorités constituées et crée un comité de surveillance révolutionnaire.
Il faut noter que l'activité de Le Bon ne se résume pas uniquement dans ses excès : à Cambrai, il va indéniablement réussir à établir une meilleure situation en relevant le moral des militaires et des civils.
Cinq jours plus tard, un décret de la Convention du 21 floréal an II (10 mai 1794) crée un tribunal révolutionnaire dans la ville de Cambrai, ville menacée par l'ennemi. Les aristocrates sont envoyés à la guillotine.
Celle ci va fonctionner pleinement, les exécutions se multiplient jusqu'à atteindre le chiffre de 167 en quelques semaines, dont plusieurs personnes ayant exercé des responsabilités municipales dans les villes et villages un temps occupés par l'ennemi lors du recul de l'armée française au début de l'année 1793.
Le tribunal révolutionnaire de Cambrai sera supprimé, en même temps que celui d'Arras, (il s'agissait des seuls tribunaux révolutionnaires encore en activité en province) le 10 juillet 1794 (22 messidor an II date à laquelle il est mis fin à la mission de Joseph Le Bon).
Le 15 thermidor an II (2 août 1794), Le Bon présent à la Convention Nationale est arrêté en tant que complice de Robespierre. Commence alors le procès qui aboutira à sa condamnation et à son exécution cf. Joseph Le Bon.

## Dernier soubresaut
Peuvent également être rattachées à la Terreur, les exécutions décidées par la Commission militaire de Valenciennes entre le 1er vendémiaire an II (22 septembre 1794) et le 3 pluviose an III (22 janvier 1795), date de sa suppression. Ce tribunal militaire fut installé à la suite de la reprise de Valenciennes par les troupes de la République le 10 fructidor an II (27 août 1794). Des émigrés étaient rentrés à Valenciennes pendant l'occupation autrichienne, du 28 juillet 1793 à août 1794, certains avaient combattu à leurs côtés contre la République, d'autres avaient pensé pouvoir rentrer en France, au total cela représentait de l'ordre de 1 100 individus.
La Commission militaire décida du sort de personnes ayant combattu contre la France, ou inculpées d'émigration ou encore de s'être compromises avec l'occupant. Elle prononça 67 condamnations à mort dont de très nombreux prêtres ou religieux (ses) et 31 acquittements.
Lorsqu' elle fut supprimée, les dossiers furent repris par le Tribunal Criminel du Nord : celui-ci acquitta, voire libéra, sans juger les autres prévenus.

## Affaires emblématiques

### La petite Vendée du Nord
Le nom sous lequel l'affaire est passée à la postérité, « petite Vendée du Nord », a été donné par Joseph Lebon.
Elle eut lieu au village d'Aumerval, près de Pernes en Artois le 25 août 1793, jour de la ducasse. De jeunes conscrits au moment de la levée en masse se sont rendus à la ducasse du village au lieu de rejoindre le bureau de recrutement. Ils ont coupé des arbres de la Liberté, bousculé des notables patriotes, sonné l'alarme cf. Aumerval.
La levée en masse ne fut certes pas toujours très bien accueillie dans les campagnes, mais il est établi que les personnes incriminées avaient bu plus que de raison en ce jour de fête dans la commune. L'évènement s'apparente, semble-t-i,l tout autant à un chahut de conscrits avinés qu'à une véritable volonté de révolte.
Les « révoltés » se réfugient dans les bois de Bailleul-les-Pernes et Aumerval. Augustin Darthé, membre du directoire du département et Joseph Lebon voient dans le mouvement un soulèvement contre-révolutionnaire. Les garnisons d'Aire, Béthune, Hesdin, Frévent sont mobilisées. Lebon déclare que « l'exemple sera tel qu'il intimidera les pervers et les aristocrates jusqu'à la vingtième génération ».
Pour Joseph Le Bon, en mission dans la Somme et sur le littoral du Pas de Calais à ce moment-là, l'affaire était entendue même si aucune arme ne fut trouvée chez les personnes concernées. Des arrestations ont lieu en masse, environ 300 personnes, et finalement 19 personnes, 17 hommes et deux femmes, sont condamnées à mort et exécutées.
Un courrier d'Augustin Darthé donne la version des faits telle que vécue par Joseph Le Bon et lui-même. Un autre récit en offre une version plus nuancée.

### L'affaire du perroquet royaliste
Le marquis Louis-Auguste de La Viefville (1723-1794), seigneur de Steenvoorde, Oudenhove et Ochtezeele, possède un perroquet nommé Jacot, acheté aux Pays-Bas lorsque sa fille, Françoise (1771-1794), est encore enfant. Durant la Révolution, la famille ne fait pas l'objet d'un suivi particulier mais l'époux de Françoise, son cousin Eugène de Béthune-Saint-Venant — avec qui elle vient d'avoir un fils, prénommé Louis —, est officiellement inscrit sur la liste des émigrés en juillet 1793. En conséquence, le marquis de La Viefville et sa fille sont arrêtés au château paternel d'Oudenhove, conduits à Arras et incarcérés à la prison des Baudets en août 1793, avant d'être séparés au printemps 1794, pour être transférés respectivement à la prison de l’Hôtel Dieu et à la maison de détention de l’Abbatiale.
Le 22 ventôse an II (12 mars 1794), pour une surveillance plus efficace de la population, un arrêté de Joseph Le Bon oblige « tous les citadins qui, depuis le 1er mai 1789, avaient quitté les villes pour se retirer dans les campagnes, à rentrer dans leur domicile respectif pendant la décade suivante ». Libérés de prison, le marquis de La Viefville et sa fille décident donc de s'installer provisoirement à Arras, où l'époux de cette dernière possède un hôtel particulier rue Saumon, où le marquis de La Viefville avait l'habitude de séjourner avant la Terreur. On installe alors le perroquet Jacot près d’une fenêtre de l’hôtel, où les passants, pour la plupart amusés, l'entendent chanter la Contre-Révolution. 
Averti de ces propos, le commissaire Galand, secrétaire général du département et proche collaborateur de Le Bon, s’en émeut. Ainsi, le 27 germinal an II (16 avril 1794), Marguerite Farinaux, lingère du marquis, et Caroline Pitre, nourrice attachée à la maison de Béthune, sont arrêtées. De même, Jacot est conduit devant le commissaire Galand, qui procède à son interrogatoire. Le marquis de La Viefville et sa fille, rejoignent leurs domestiques à la prison des Baudets dès 3 floréal (22 avril). Les quatre personnes sont accusés — d'être des traitres à la patrie, des ennemis résistants au gouvernement républicain, et d’avoir cherché à provoquer le rétablissement de la royauté ; Louis-Auguste et Françoise Laviefville, ayant instruit et conservé très soigneusement un perroquet, qui répétoit : vive l’empereur, vive le roi, vivent nos prêtres, et vivent les nobles ; et Caroline Pitre et Margueritte Farinaux, étant les complices desdits Louis-Auguste et Françoise Laviefville, n’ayant pas déclaré que ce perroquet existoit dans la maison de ces derniers. —
L’audience s’ouvre le 4 floréal an II (23 avril 1794). Devant le tribunal, Jacot ne répond aux injonctions de l’accusateur public que par des sifflements. Pour alourdir le dossier, on reproche encore au marquis de La Viefville et à sa fille d’avoir tenté d’émigrer, sous prétexte que celle-ci s’était rendue à Poperinge afin d’y accoucher. Cette accusation supplémentaire, au vu des preuves apportées, est toutefois écartée, mais l’issue du procès ne fait aucun doute : Joseph Le Bon a veillé à choisir un jury entièrement dévoué à sa cause. Le marquis de La Viefville et sa fille, qui ont refusé toute défense, sont unanimement condamnés à mort. Leurs domestiques bénéficient quant à elles de l’assistance de Joseph Hacot, avocat d’Arras et ami de Le Bon. Marguerite Farinaux partage le sort de ses maîtres et est elle aussi envoyée à l’échafaud. Seule Caroline Pitre échappe à la peine capitale : sa « trahison » n’étant pas jugée établie, puisqu’elle dépendait de la maison de Béthune et non de celle des La Viefville. Elle reste néanmoins emprisonnée. Le soir même, les trois condamnés sont exécutés place de la Révolution (aujourd’hui place du Théâtre) et leurs biens confisqués. Si l'on en croit le député Armand-Joseph Guffroy, après débats, l’oiseau n'aurait finalement pas été tué mais remis à l'épouse de Joseph Lebon, chargée de lui donner « une éducation plus républicaine » et de lui apprendre à crier : « Vive la Nation ! ».
En 2019, cet épisode historique inspire à Sylvie Nève un poème intitulé Jacot, Jacot, vive le Rrrwé !.

## Les chiffres
Comme il a été dit en introduction, 393 personnes furent exécutées à Arras. Une autre source indique 391 et donne les précisions suivantes : 391 condamnés à mort dont 298 hommes et 93 femmes parmi lesquels on compte 76 nobles, 43 ecclésiastiques et 272 roturiers. Les motifs retenus sont les suivants : fanatisme : 83 ; émigration : 73 ; propos inciviques : 54 ; attitudes contre-révolutionnaires : 27 ; partisans affichés de l'Ancien Régime : 25 ; écrits contre-révolutionnaires : 24 ; faux assignats : 18 ; désertion : 12 ; mauvaises fournitures : 3 ; divers : 72.
Le nombre d'arrestations fut tellement élevé, les dénonciations faites parfois pour des motifs tels que vengeances personnelles ou jalousie, que le tribunal révolutionnaire face à des dossiers parfois vides prononça malgré tout un certain nombre d'acquittements (les chiffres manquent pour en évaluer le nombre) mais il ne faisait pas bon d'être ancien noble ou membre du clergé ou notable (il s'agissait là d'une  manière caricaturale d'une poursuite des débuts de la Révolution (nuit de l'abolition des privilèges, très nombreux avant la Révolution) ou d'avoir été en relations avec ces personnes ou encore de tenter une démarche pour obtenir la libération d'une personne arrêtée, etc.. Joseph Le Bon avait fait placer en février 1794 une inscription sur la porte de son cabinet menaçant d'arrestation toute personne faisant une intervention pour obtenir la libération d'un détenu. Les anciens notables de la ville et région de Saint-Pol-sur-Ternoise, voire simples habitants de ces lieux, furent particulièrement frappés : plusieurs d'entre eux payèrent le prix d'avoir été des adversaires d'Augustin Darthé, natif de la ville, avant ou aux débuts de la Révolution sans compter que l'épouse de Joseph Le Bon en était originaire et y demeurait, ce qui faisait de la ville un secteur particulièrement surveillé.
Les chiffres relatifs au nombre de personnes mortes en prison et libérées après la fin de la Terreur, disponibles pour Arras uniquement, reflètent ce qu'elle fut . Le décompte en est donné par Auguste Paris lequel donne également en fin de volume tous les noms des personnes exécutées, mortes en prison ou libérées après la fin de la Terreur.
Au total, les prisons d'Arras contenaient 1 174 prisonniers le 24 thermidor an II (11 août 1794). 696 furent élargis après la chute de Robespierre le 4 fructidor (21 août). Finalement, entre le 17 juillet 1794 et le 20 mars 1795, de l'ordre de 1100 personnes furent libérées.
Environ une centaine de prisonniers « suspects » périrent en prison dans l'attente de leur jugement.
Le vocabulaire employé par certains protagonistes révèle leur état d'esprit : de Joseph Le Bon « son raccourcissement parait certain », d'Augustin Darthé « il a éternué dans la sciure » ou encore « éternué dans la besace » pour dire guillotiné. Un autre élément accuse les responsables des tribunaux révolutionnaires : l'âge ou l'état de santé des suspects ne fut aucunement pris en compte : de nombreuses personnes âgées ou malades furent condamnées à mort. On incarcéra également des enfants de tous âges (dans son ouvrage A.Paris précise à chaque fois l'âge des personnes nommées).

## Les principaux responsables
(Les éléments relatifs aux personnes les plus impliquées proviennent de l'ouvrage de Mr Paris cité dans la bibliographie).
Tous les membres des tribunaux révolutionnaires ne furent pas des monstres sanguinaires, certains étaient de vrais patriotes convaincus que la République pouvait être renversée sans une rigueur destinée également à marquer les esprits et à éviter les « vocations » contre-révolutionnaires. De plus, se montrer clément présentait également le risque d'être considéré par les plus radicaux comme quelqu'un de non fiable. Néanmoins, quelques personnalités se sont fait remarquer par leur attitude difficilement excusable.
Concernant les responsabilités, peuvent être distingués en premier lieu, les instigateurs : 
- le Comité de Salut Public : Joseph Le Bon correspondait régulièrement avec le Comité, celui-ci lui a donné en maintes occasions le feu vert pour poursuivre son action. Le Comité fut donc le premier responsable de ce qui arriva dans les deux départements ;
- différents représentants de la Convention auprès des armées ou des départements appuyèrent fréquemment les actions de Joseph Le Bon : aux noms déjà cités, dont Philippe-François-Joseph Le Bas et Louis Antoine de Saint Just doit être ajouté celui de Ernest Dominique François Joseph Duquesnoy[41] ;
- Joseph Le Bon : par ses décisions, la crainte qu'il inspirait, il fut plus qu'un représentant zélé du Comité de Salut Public tel qu'il tenta de se dépeindre lors de son procès. Il demeure bien sûr responsable de la Terreur dans la région. Les seconds de Le Bon, présidents du tribunal révolutionnaire d'Arras et/ou de Cambrai, accusateurs publics auprès des mêmes tribunaux, jurés des dits tribunaux, relais auprès des administrations municipales ou départementales, etc., ne subirent pas le sort de l'envoyé de la Commission : certains, mais pas tous, furent arrêtés après la chute de Robespierre. Ceux qui furent emprisonnés retrouvèrent pour la plupart très vite la liberté. La sanction pour leur zèle fut finalement la décision, volontaire ou non, de quitter les lieux ce qui valait sans doute mieux pour leur sécurité[42].

Parmi les personnes concernées peuvent être citées :
- Henri Joseph Demuliez, natif de Bapaume, accusateur public auprès du Tribunal criminel du Pas de Calais, très anticlérical, mais poursuivi lui aussi en germinal an II (avril 1794) sur ordre de Joseph le Bon pour « modérantisme », acquitté par le comité de sûreté générale, puis accusé de « robespierrisme » et en fuite lors de la réaction thermidorienne ;
- Augustin Darthé, originaire de Saint Pol sur Ternoise, un des principaux seconds de Le Bon, nommé accusateur public auprès du Tribunal révolutionnaire d'Arras en germinal an II, puis accusateur public auprès du Tribunal révolutionnaire de Cambrai. Il sera guillotiné en 1797 pour avoir participé à la Conspiration des Egaux. ;
- Marc Noël Marteau, initialement juge à Boulogne sur Mer, nommé fin 1793 juge au Tribunal Criminel du Pas de Calais ;
- Cyriaque Janvier Caron, juge à Béthune, nommé fin 1793 juge au Tribunal Criminel du Pas de Calais ;
- Maximilien Joseph Flament, juge au Tribunal Criminel du Pas de Calais en germinal an II (mars 1794) ;
- Ferdinand-Joseph Caron, nommé juge au Tribunal Criminel du Pas de Calais en germinal an II (mars 1794) ;
- Célestin Lefetz, vice président du district d'Arras, plus tard nommé au Tribunal Criminel siégeant à Paris; il fut notamment juge lors du procès de Marie Antoinette (le Tribunal étant présidé par Martial Herman ex président du Tribunal révolutionnaire d'Arras)[43]. Il fut arrêté après la chute de Robespierre et mourut en prison ;
- Adrien Joseph Fleury Potier, nommé substitut de l'accusateur public Demuliez en janvier 1794 puis accusateur public à Arras en floréal an II (mai 1794) au départ de Le Bon à Cambrai ;
- Stanislas Xavier Joseph Daillet, proche de Robespierre, nommé par Le Bon Président du Tribunal Révolutionnaire d'Arras en germinal an II puis de celui de Cambrai ;
- François Joseph Caubrière, substitut de l'accusateur public du Tribunal Révolutionnaire d'Arras en germinal an II puis accusateur public auprès du Tribunal Révolutionnaire de Cambrai ;
- Pierre Guillaume Gilles, commissaire aux prisons puis membre du comité de surveillance d'Arras en germinal an II ;
- François Joseph Lemirre, perruquier, membre du comité de surveillance d'Arras en germinal an II ;
- François Joseph Carlier, natif de Bapaume, ancien domestique, nommé par Le Bon membre du conseil général de la commune d'Arras, membre du comité de surveillance constitué par Le Bon, puis en floréal (21 avril 1794) juré au tribunal criminel d'Arras ;
- Nicolas Joseph Guilly, président du Tribunal révolutionnaire d'Arras à partir de floréal an II ;
- Alexandre Martho-Montigny, juge au Tribunal révolutionnaire de Cambrai ;

Le Nord et le Pas de Calais payèrent ainsi un tribut certain à la Terreur. Quant à Joseph Le Bon il finit guillotiné à son tour en 1795.